# Фэрбанкс, Авард
Авард Теннисон Фэрбанкс (англ. Avard Fairbanks; 2 марта 1897, Прово, штат Юта, США — 1 января 1987, Солт-Лейк-Сити, штат Юта, США) — американский скульптор и дизайнер, анималист, педагог, профессор, доктор наук.

## Биография

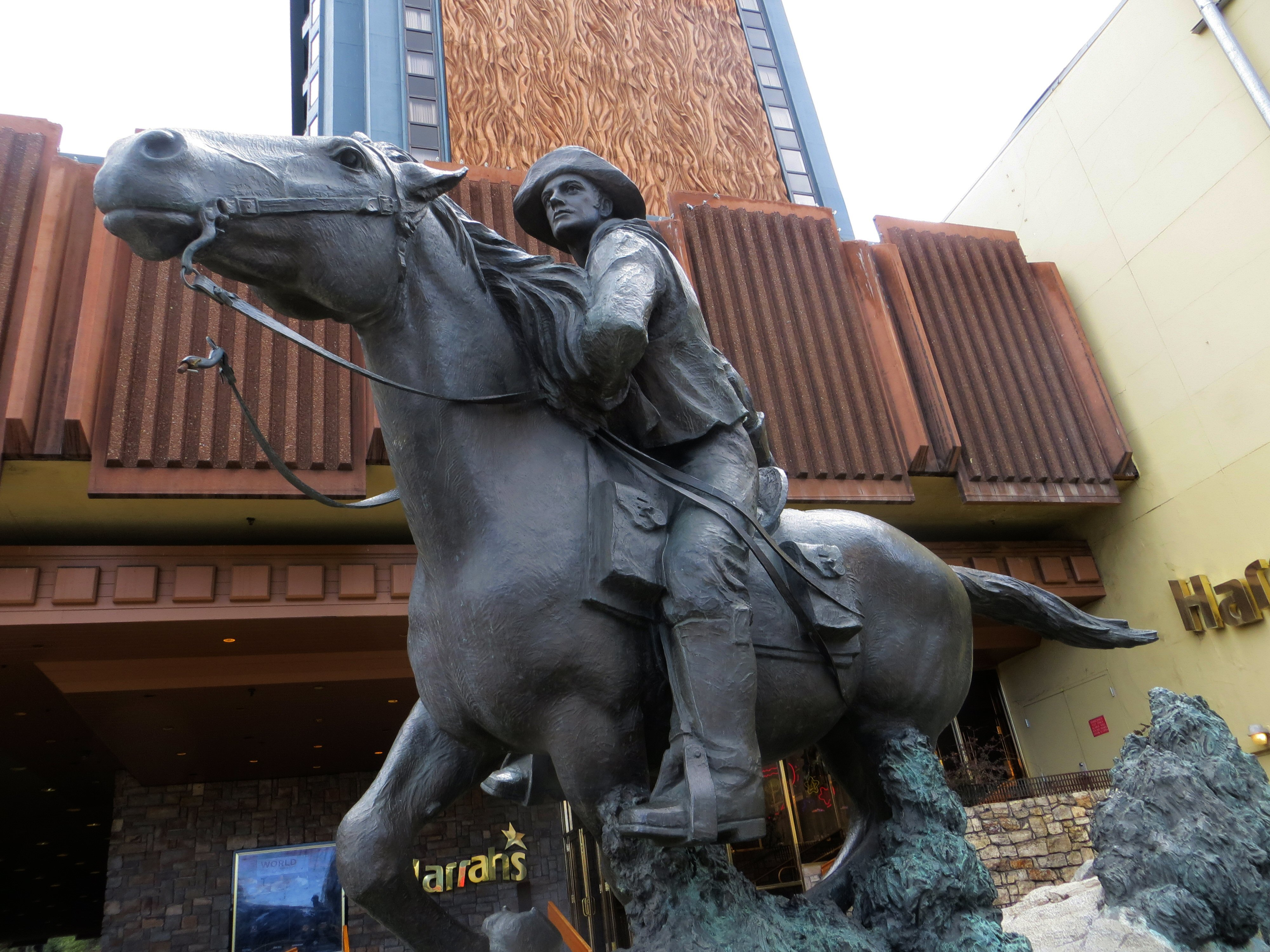
Pony Express

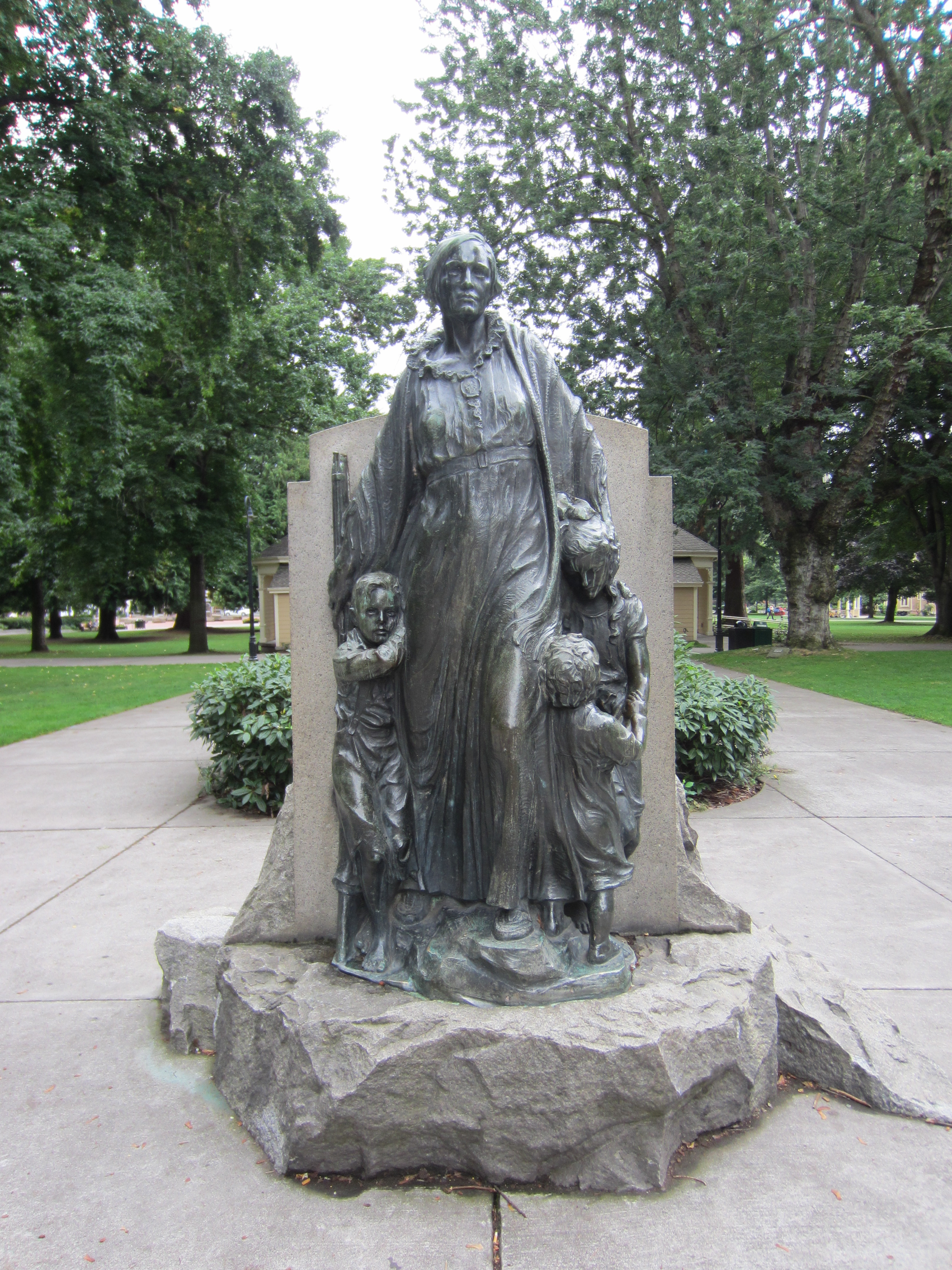
Мемориал пионерам. Ванкувер

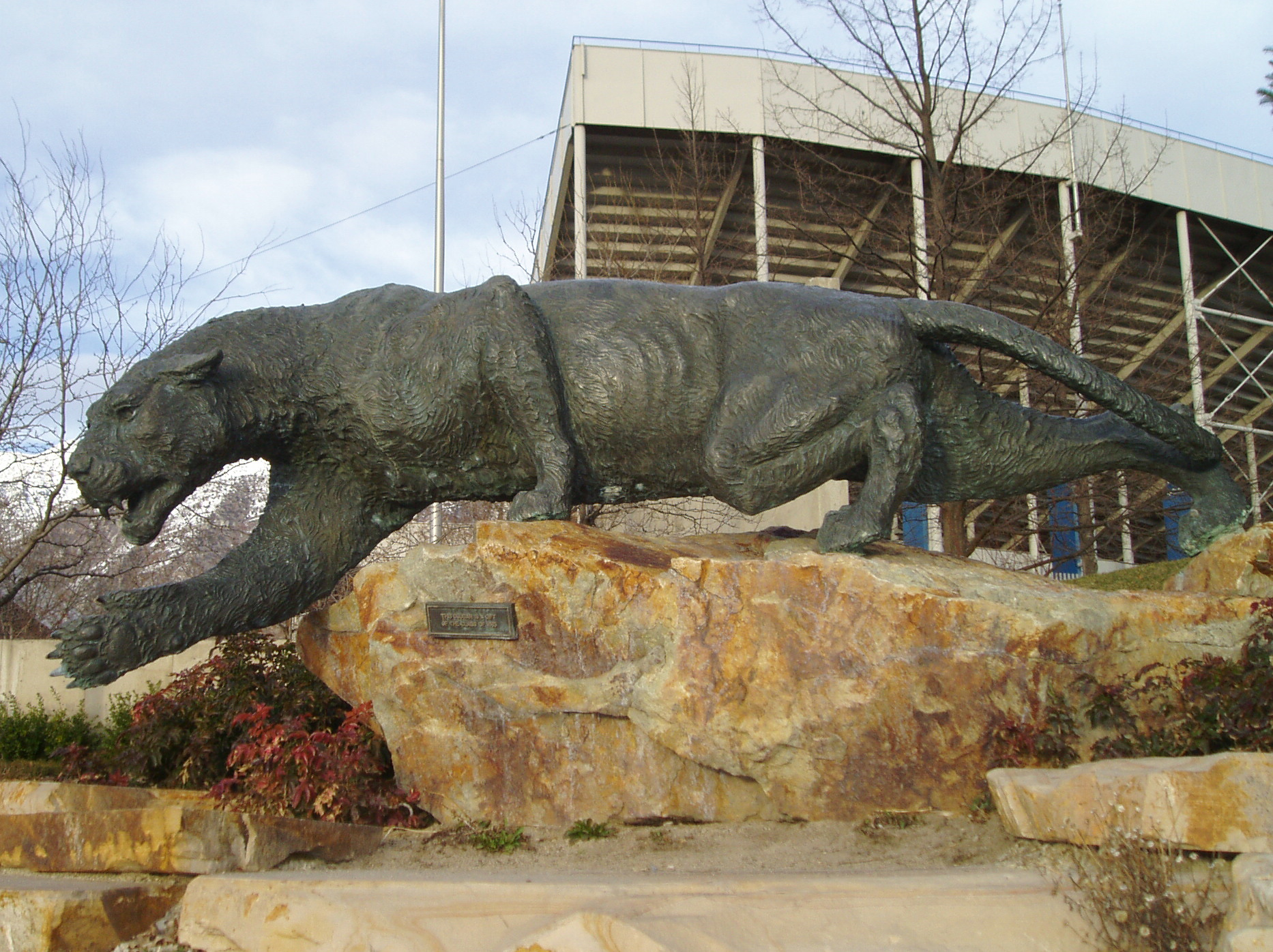
Пума

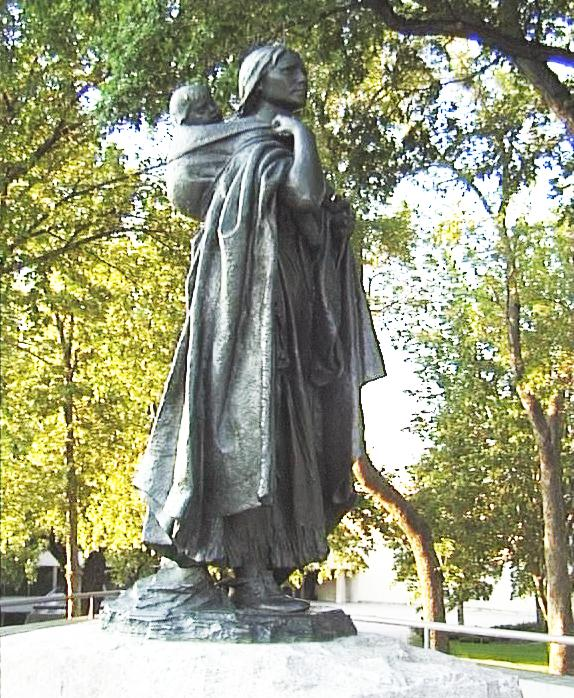
Памятник Сакагавее, 2004 год

Сын художника, профессора искусств Джона Фэрбанкса (1855—1940).
С 13 лет учился в Лиге студентов-художников Нью-Йорка, затем с 17-летнего возраста в Национальной высшей школе изящных искусств в Париже под руководство скульптора Жана-Антуана Энжальбера,
А. Фэрбанкс получил степень бакалавра в Йельском университете и степень магистра в Вашингтонском университете.
Получив стипендию Гуггенхайма, три года учился во Флоренции и Риме (Италия). Стал доктором философии в области анатомии в Мичиганском университете, работал профессором скульптуры в университете Мичигана.

## Творчество
Автор ряда памятников, скульптур (три из которых находятся в Капитолии (Вашингтон), бюстов, рельефов.
Одним из наиболее известных памятников на территории Капитолия  является его памятник семьям-первопроходцам (англ. Pioneer Family), созданный в 1946 году. Создал также много статуй для храмов и зданий мормонской церкви. А. Фэрбанкс разработал оригинальную эмблему-символ — голову барана на радиатор автомобилей Dodge. Его авторству принадлежит эмблема для Plymouth (1930) и грифон для автомобилей Hudson Motor Car Company (1933).